# Keydomar Vallenilla
Keydomar Giovanni Vallenilla Sánchez (La Guaira, 8 de outubro de 1999) é um halterofilista venezuelano, medalhista olímpico.

## Carreira
Vallenilla conquistou a medalha de prata nos Jogos Olímpicos de Verão de 2020 em Tóquio, após levantar 387 kg na categoria masculina para pessoas com até 96 kg. Ele também ganhou a medalha de bronze no snatch no evento masculino de 89 kg no Campeonato Mundial de Halterofilismo de 2019 realizado em Pattaya, na Tailândia.